# برنامج بحثي

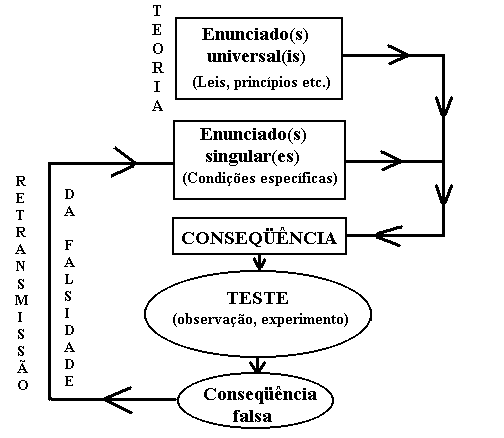

البرنامج البحثي هو شبكة مهنية من العلماء الذين يجرون بحوثاً أساسية. أُستخدم هذا المصطلح من قبل فيلسوف العلوم إمري لاكاتوس لمزج ومراجعة النموذج المعياري للعلوم الذي قدمه كارل بوبر في كتابه " منطق البحث العلمي" (بفكرته عن قابلية الدحض) والنموذج الوصفي للعلوم الذي قدمه توماس كون في كتابه "بنية الثورات العلمية" (بأفكاره عن العلوم العادية وتحولات النمط الفكري)
.التقدم النظري في البرنامج البحثي عبارة عن توسيع البحث ليشمل مجالات أخرى.